# Gaetano Lo Castro
Gaetano Lo Castro (Caltagirone, Catania, Sicilia, 27 de agosto de 1940-Catania, 29 de enero de 2024)  fue un canonista, jurista y catedrático italiano. Experto en la figura de las prelaturas personales. Catedrático de Derecho Canónico y eclesiástico en la Universidad La Sapienza  y profesor de Derecho Canónico en la Pontificia Universidad de la Santa Cruz (Roma).

## Biografía
Nacido en la localidad catanesa de Caltagirone en 1940. En Roma, fue catedrático de la Universidad de La Sapienza y profesor de la Pontificia de la Santa Cruz. Anteriormente había sido docente en las Universidades de Bolonia y Catania. En dichos centros docentes, dirigió varios programas de investigación, y coordinó programas de Doctorado en Derecho Eclesiástico y Canónico (desde 2005), y teoría de los sistemas legales.
Entre los temas que abordó a lo largo de su investigación y docencia en el ámbito canónico cabe mencionar: la manifestación y el conocimiento de la ley divina —natural y positiva— y su incidencia en la formulación de los preceptos eclesiásticos; los contenidos del derecho canónico constitucional, con especial interés en el estatuto de los fieles; el papel de los laicos a la luz de las enseñanzas del Concilio Vaticano II; la antropología cristiana como clave para comprender la vida de la Iglesia; la centralidad de la persona en la evaluación de la legalidad de la ley; la libertad religiosa y sus corolarios en el sistema estatal; El conflicto entre derecho y conciencia.
Entre su producción científica destaca su estudio sobre las Prelaturas personales, traducido a varios idiomas. En el, Lo Castro analiza esta figura jurídica desde distintas perspectivas —metodológicas, críticas, dogmático-reconstructivas—, estudiando diversos ámbitos en relación con las prelaturas personales: su composición estructural, su naturaleza jurídica, los poderes del prelado, el acuerdo con las iglesias locales; y señala que son entidades institucionales que forman parte de la estructura institucional jerárquica de la Iglesia.
Fue uno de los promotores de la revista Ius Ecclesiae, que comenzó su andadura editorial en 1989 con la ayuda de la editorial Giuffrè.
Lo Castro falleció en Catania, tras varios meses de enfermedad, el 29 de enero de 2024, a los 83 años.

## Publicaciones

### Monografías
- Le prelature personali. Profili giuridici, Milano, Giuffrè, 1988, 1ª, VII, 296 pp. (1999, 2ª ed. aum., XI, 334 pp.)

- Traducción al castellano: Las Prelaturas personales: perfiles jurídicos, Pamplona, Eunsa, 1991, 1ª ed. castellana, 314 pp.  
- Traducción al francés: Les prélatures personnelles. Aperçus juridiques, Beauvechain - Bruxelles-Brussel, Nauwelaerts - Bruylant, 1993, 1ª ed. francesa, 206 pp. 

### Libros en colaboración
- "I laici & l’ordine temporale", en Julián Herranz, Gaetano Lo Castro, Antonio  Livi y Joan Baptista Torelló (eds.), Chi sono i laici: una teologia della secolarità, Milano, Ares, 1987, pp. 39-62.
- "La prelatura personale Opus Dei e l’ordinamento dello Stato", en Studi in memoria di Mario Condorelli. Studi di diritto ecclesiastico, diritto canonico, storia dei rapporti Stato-Chiesa, Milano, Giuffrè, 1988, pp. 917-965.
- "Josemaria Escrivá, i laici e il diritto nella Chiesa", en Antonio Malo Pé (ed.), La dignità della persona umana, Roma, Edizioni Università della Santa Croce, 2003, pp. 183-197.
- "I laici e il diritto nella Chiesa", en Massimo Naro (ed.), Presbiteri e laici in Josemaría Escrivá, Trapani, Il Pozzo di Giacobbe, 2003, pp. 39-63.
- "Tra carisma e diritto: la vita di un santo", en Javier López Díaz (ed.), San Josemaría e il pensiero teologico, Roma, Edizioni Università della Santa Croce, 2014, pp. 413-431.

### In Memoriam
- Arrieta, Juan Ignacio, "In memoria del prof. Gaetano Lo Castro", Ius Ecclesiae, vol. XXXVI, núm. 2 (julio-diciembre, 2024), pp. 409-411.